# Naturschutzgebiet Erlenbruch Denstenberg
Das Naturschutzgebiet Erlenbruch Denstenberg mit einer Größe von 0,3 ha liegt südwestlich von Dörnholthausen im Stadtgebiet von Sundern (Sauerland). Das Gebiet wurde 1993 mit dem Landschaftsplan Sundern durch den Kreistag des Hochsauerlandkreises erstmals als Naturschutzgebiet (NSG) mit einer Flächengröße von 0,25 ha ausgewiesen. Bei der Neuaufstellung des Landschaftsplaners Sundern wurde das NSG erneut ausgewiesen und etwas vergrößert. Das NSG ist vom Landschaftsschutzgebiet Sundern umgeben.
In den Datenbanken der LANUV und des Bundesamtes für Naturschutz wird das NSG fälschlicherweise als Naturschutzgebiet Erlenbruch Densterberg geführt.

## Schutzzweck
Im NSG soll den Erlenbruch mit Artinventar schützen. Wie bei allen Naturschutzgebieten in Deutschland wurde in der Schutzausweisung darauf hingewiesen, dass das Gebiet „wegen der Seltenheit, besonderen Eigenart und Schönheit des Gebietes“ zum Naturschutzgebiet wurde.